# Мартин Јонаш
Мартин Јонаш (слч. Martin Jonáš; Ковачица, 9. мај 1924 — Панчево, 31. јануар 1996) био је наивни сликар словачког порекла из места Ковачица.
Дао је значајан допринос оснивању локалне групе наивних сликара и један је од оснивача ковачичке наиве. Његова дела су била изложена на преко 300 индивидуалних и групних изложби у скоро 50 земаља света. Живео је и радио у Ковачици. Вероватно је најзначајнији и један од највећих појава у српској наивној уметности у Ковачици која се изборила за признање у свету и постала препознатљива у њему по великом броју словачких сељака који су радили и стварали на пољу наиве без икаквог сликарског образовања и учећи један од другога.

## Биографски подаци
Мартин Јонаш родио се у Ковачици 9. маја 1924. године у породици занатлиској и сељачкој и ту је завршио 4 разреда основне школе и курс за пољопривредника и бавио се пољопривредом а гајио је и коње. Сликарство је заволео још као ђак и 1944. године је почео озбиљније да примењује своју љубав према сликарству и као војник уређивао је партизанске зидне новине „Бојовник”. После повратка из рата је сликао даље и 1952. године први пут излаже у Ковачици поводом 150–те годишњице долазка Словака у Војводину. Насликао је више од 2000 слика и имао је више од 100 самосталних изложби на свим континентима. Његов атеље су посетили многе славне личности из целог света. Умро је у Панчеву 31. јануара 1996. године.
Он је пронашао свој властити стил који је препознатљив и створио свој ликовни свет. У свом делу он презентира живот сељака своје младости и полази углавном од својих сећања и представља рад и везу сељака са својом земљом коју он у својим платнима велича и обожава. Његове теме су из представљања села и прошлости у којим он велича земљу и вредан рад словачког војвођанског сељака. Пријатељи су га звали „мајстор Јонаш“.

## Карактеристике његовог сликарства и филозофија
Мартин Јонаш у својим делима представља људску фигуру на посебан начин. Он слика и употребљава својеврсни модулатор по важности и тако слика малу људску главу и огромне предимензионисане руке и стопала наглашено као експресионистичку деформацију људског тела која као и свака деформација изгледа и делује гротексно на његовим платнима. То је резултат коришћења митске осећајности и фантазије према којим је све што је важно наглашено и предимензионирано што је као принцип давно познато и примењено а једна врста хиерархије по важности коју налазимо код раних цивилизација у прошлости. Он трага за вредноћом сељака којега приказује у раду а руке оне које стварају су ту увек јако наглашене и доминантне и прве које ће бити примећене од стране посматрача. Фигура је смештена у војвођанску равницу. У његовом раду се појављује и хумористичка и сексуална компонента те и анегдотска црта. Мушку компоненту представља клип кукуруза као фалусни симбол док женску компоненту представља тиква као компоненту плодности. Поетика Мартина Јонаша јесте једноставна и веома дубока и у своме делу он приказује најдубље истине постојања.
Његова родна кућа у Ковачици претворена је у спомен-музеј.

## Галерија
- Позивница на отварање изложбе Мартина Јонаша у Народном музеју у Бачком Петровцу (1963)
- Svadba v Kovačici (Свадба у Ковачици), уље на платну (1962)